# Călin-Vasile-Andrei Matei
Călin-Vasile-Andrei Matei (n. 7 aprilie 1966, Baia Mare, România) este un politician român, membru PSD, deputat în Parlamentul României în mandatul 2012-2016 din partea USL.